# Chen Qingying
Chen Qingying (chinois simplifié : 陈庆英 ; chinois traditionnel : 陳慶英 ; pinyin : Chén Qìngyīng), né le 21 octobre 1941 à Nanchong, dans la province du Sichuan, en république de Chine (1912-1949) et mort le 11 avril 2022 à Chengdu, est un tibétologue chinois.
Il est le directeur de l'Institut de recherche historique dépendant du Centre de recherche tibétologique de Chine (Zhongguo Zangxue yanjiu zhongxin).

## Études
À l'âge de 17 ans, Chen Qingyin et ses parents vont s’installer dans la province du Qinghai (Chine du nord-ouest).
Il entame des études de physique à l'université des nationalités du Qinghai. 
Ses études terminées, il devient en 1964 professeur de physique dans la préfecture autonome mongole et tibétaine de Haixi, enseignant d’abord à l'école secondaire Delingha, puis à l’école normale des minorités ethniques.
Le Qinghai étant peuplé de nombreux Tibétains, Chen Qingling, qui a appris le tibétain à l'université et fait de petits boulots dans les régions tibétaines, se prend d’intérêt pour l'histoire et la culture du Tibet.
Au bout de quelque dix années, il décide de quitter l’enseignement pour devenir tibétologue et passe une licence de tibétain à l'Institut central des minorités ethniques à Pékin. Il entreprend alors un travail de recherche sur le tibétain ancien dans le cadre d'une maîtrise qu'il obtient en 1981,.

## Carrière
Chen Qingying a mené des recherches sur l'histoire, la religion et la culture du groupe ethnique tibétain à l'Institut central des ethnies minoritaires nationales, à l'Académie des sciences sociales de la province du Qinghai et au Centre de recherche tibétologique de Chine. Il parle couramment le tibétain et même certains dialectes locaux,.

## Domaines d’intérêt
L'un des thèmes majeurs des recherches de Chen Qingying est Drogön Chögyal Phagpa, le cinquième chef de l'école sakya du bouddhisme tibétain et le premier précepteur impérial de la dynastie Yuan de Koubilaï Khan. 

## Publications

### Livres
Chen Qingying a écrit plus de 20 livres concernant l'histoire du Tibet. Son œuvre maîtresse, Le Régime de réincarnation du dalaï-lama, repose sur l'étude de données historiques et d'archives.
- Tibetan History (édition en anglais), Series of basic information of Tibet of China, China Intercontinental Press, Beijing, 2003, 181 p.,  (ISBN 7508502345)
- L'histoire du Tibet (édition en français), China Intercontinental Press, Beijing, 2004
- The System of the Dalai Lama Reincarnation (édition en anglais)[10], China Intercontinental Press, Beijing, 2005, 140 p. - Nouvelle  édition en 2014 sous le titre The Reincarnation System for the Dalai Lama
- The System of the Dalai Lama Reincarnation (édition en chinois[11], China Intercontinental Press, Beijing
- Le Régime de réincarnation du dalaï-lama (édition en français)[12] China Intercontinental Press, Beijing, 2005, 182 p.
- Reencarnación del Dalai Lama (édition en espagnol), Editorial Intercontinental de China, Beijing, 164 p.
- Die Reinkarnation des Dalai Lama (édition en allemand), China Intercontinental Press, Beijing, 2004, 194 p.

### Article de revue
- The Qing Dynasty's Golden Urn Lottery Systems: Its implementation in Tibet [Qingdai Jinping Cheqian Zhidu de Zhiding Jigi zai Xizang de Shishi], Journal of Tibet Nationalities Institute [Xizang Minzu Xueyguan Xuebao], 2006, 27, no 6, pp. 1-8
- (zh) 陈庆英 et 央珍, « 著名藏学家陈庆英先生访谈 », 国藏学, no S1,‎ 2016 (présentation en ligne)

### Chapitre d'ouvrage collectif
- (avec Wang Xiangyun) Tibetology in China: a Survey, in Images of Tibet in the 19th and 20th Centuries, Monica Esposito ed., École française d'Extrême-Orient, 2008, pp. 611-681

### Direction d'ouvrages
- Tibet's Historical and Cultural Landscape, Wangchen Gelek and Chen Qingying eds., Foreign Language Press, 2006
- Xizang Lishi Wenhua Cidian (Encyclopaedia of Tibetan History and Culture), Wang Yao and Chen Qingying eds., Hangzhou: Xizang Renmin Chubunshe & Zhejiang Renmin Chubanshe, 1998
- (zh) 陈庆英藏学论文集, 北京, 北京大方弘文,‎ décembre 2006, 1264 p. (ISBN 9787800578250, présentation en ligne) (（上下册 / en 2 volumes)